# Ерохин, Александр Викторович
 Александр Викторович Ерохин  (род. 1963) — украинский политик. Депутат Верховной рады Украины III созыва.

## Биография
Родился в 1963 году. Работал инженером-механиком, начальником научно-технического бюро технического отдела. Избрался в Верховную раду Украины III созыва от Прогрессивной социалистической партии Украины по списку. Входил в состав парламентского Комитета по вопросам Регламента, депутатской этики и организации работы Верховной рады Украины. 
Баллотировался в 2002 и 2006 годах от  Блока Наталии Витренко «Народная оппозиция», и на внеочередных выборах в 2007 году от Прогрессивной социалистической партии Украины по списку, но не был избран.